# Fatma Şakar
Fatma Şakar (* 26. März 1999 in Karlsruhe) ist eine deutsch-türkische Fußballspielerin, die aktuell beim 1. FC Union Berlin unter Vertrag steht.

## Karriere

### Vereine
Aus der Jugendmannschaft der SpVgg Durlach-Aue aus dem gleichnamigen Karlsruher Stadtteil hervorgegangen, wurde Şakar 2016 von der TSG 1899 Hoffenheim für deren zweite Mannschaft als Abwehrspielerin verpflichtet. Während ihrer vierjährigen Vereinszugehörigkeit spielte sie zweimal in der zweigleisigen Bundesliga Süd und zweimal in der eingleisigen Bundesliga. In dieser Zeit bestritt sie 69 Punktspiele und erzielte zwei Tore. Sie debütierte am 4. April 2016 (2. Spieltag) bei der 1:2-Niederlage im Auswärtsspiel gegen den 1. FC Köln und wurde in der 85. Minute für Maileen Mößner eingewechselt. Ihr erstes Tor erzielte sie in ihrer dritten Saison am 26. August 2018 (2. Spieltag) beim 6:0-Sieg im Auswärtsspiel gegen den SV 67 Weinberg mit dem Treffer zum Endstand in der 60. Minute.
Zur Saison 2020/21 wurde Şakar vom Bundesligisten SC Sand verpflichtet. Ihr Debüt in der höchsten Spielklasse im deutschen Frauenfußball gab sie am 6. September 2020 (1. Spieltag) bei der 0:6-Niederlage im Auswärtsspiel gegen den FC Bayern München über 90 Minuten. In den nächsten beiden Saisons bestritt sie 19 Punktspiele für den SC Sand.
Zur Saison 2022/23 wechselte Şakar zum Zweitligisten RB Leipzig, mit dem sie am Ende der Spielzeit in die Bundesliga aufstieg. In der Winterpause der Saison 2023/24 löste sie ihren Vertrag vorzeitig auf und schloss sich dem Regionalligisten Union Berlin an; mit Union stieg sie am Ende der Spielzeit in die 2. Bundesliga auf.

### Auswahl-/Nationalmannschaft
Şakar kam von 2015 bis 2016 in Länder- und Regionalauswahlen Badens in der Altersklasse U18 in acht Spielen zum Einsatz, in denen ihr ein Tor gelang.
Am 30. Oktober 2013 bestritt sie erstmals ein Länderspiel als Nationalspielerin des DFB; mit der U15-Nationalmannschaft gewann sie das in Mühlheim am Main angesetzte Testspiel gegen die Auswahl Schottlands. Beim 6:0-Sieg wurde sie zur zweiten Halbzeit für Lena Lattwein eingewechselt und erzielte mit dem Treffer zum 5:0 in der 59. Minute ihr erstes Länderspieltor. Fortan durchlief sie die Nachwuchsnationalmannschaften der Altersklassen U16, U17 und U19. Mit der U19-Nationalmannschaft nahm sie an der vom 18. bis 30. Juli 2018 in der Schweiz ausgetragenen Europameisterschaft teil. Sie bestritt die ersten beiden Spiele der Gruppe B und das mit 0:1 gegen die Auswahl Spaniens verlorene Finale in Biel/Bienne.
Im Juni 2024 wurde Şakar erstmals in die türkische Nationalmannschaft berufen, nahm an den letzten beiden Spielen der EM-Qualifikation jedoch nicht teil. Ihr Länderspieldebüt gab sie am 29. Oktober 2024 bei der 0:2-Niederlage gegen die Ukraine.

## Erfolge
- Finalist U-19-Europameisterschaft 2018
- Meister 2. Bundesliga Süd: 2017, 2018 (mit der TSG 1899 Hoffenheim)
- Meister 2. Bundesliga: 2023 (mit RB Leipzig)
- Meister Regionalliga Nordost: 2024 (mit Union Berlin)
- Landespokal Berlin: 2024 (mit Union Berlin)
- Meister 2. Bundesliga: 2025 (mit Union Berlin)

## Persönliches
An der Universität Mannheim studierte Şakar Soziologie mit dem Nebenfach Psychologie. Das Studium schloss sie im März 2022 mit dem akademischen Grad Bachelor ab.